# Lotte Wæver
Lotte Wæver (17 de Fevereiro de 1942) foi a apresentadora do Festival Eurovisão da Canção 1964, em Copenhaga.